# Myrmarachne dundoensis
Myrmarachne dundoensis là một loài nhện trong họ Salticidae.
Loài này thuộc chi Myrmarachne. Myrmarachne dundoensis được Fred R. Wanless miêu tả năm 1978.